# Bozó Zoltán (politikus)
Bozó Zoltán (Szentes, 1967. december 23. –) a MetalCom Zrt. vezérigazgatója és tulajdonosa, a Fidesz–KDNP szentesi polgármesterjelöltje a 2014-es önkormányzati választáson. A Budapest Honvéd FC egyik tulajdonosa.

## Tanulmányok
Az általános iskola elvégzése után a Kossuth Zsuzsanna Gépipari és Elektronikai Szakközépiskolában szerzett érettségi bizonyítványt (1982-1986). A sorkatonai szolgálat után (1986–1988) a Szegedi Kereskedelmi és Idegenforgalmi TKI-t végezte el.

## A sikeres vállalkozó
Szerviztechnikusként dolgozott az Antenna Hungáriánál, illetve annak jogelődeinél egészen 1995-ig. Ezt követően az Egervin Rt. kereskedelmi hálózatának vezetője lett, majd 1997-től, két éven át az Icebob Kft. kereskedelmi igazgatójaként dolgozott. Ezután alapította meg saját cégét, a MetalCom Kft.-t, amely vezeték nélküli távközlési beruházások megvalósításával foglalkozik. A cég 2007 óta Zrt.-ként működik, Bozó Zoltán pedig vezérigazgatóként irányítja a vállalkozást.

## Egyéb tisztségek
Tagja a szentesi vízilabdaklub elnökségének (2004–2013), a Magyar Kereskedelmi és Iparkamara nemzetközi kollégiumának tagja (2012-), a Csongrád-Csanád vármegyei Kereskedelmi és Iparkamara elnökségének tagja (2012–).

## Politikai pályája
Szentes Város Önkormányzat, pénzügyi bizottságának tagja (2010–), a Fidesz Csongrád-Csanád vármegyei szervezet választmányi tagja (2012-)

## Elismerései
A 2010-es vörös-iszap katasztrófa után végzett munkájának elismerése képen a "Rendkívüli helytállásért érdemjel ezüst fokozata" elismerést kapta (2011).